# Vanáton
Vanáton (Vanato) är en ort i Grekland.   Den ligger i prefekturen Nomós Zakýnthou och regionen Joniska öarna, i den sydvästra delen av landet, 250 km väster om huvudstaden Aten. Vanáton ligger 21 meter över havet och antalet invånare är 1 045. Den ligger på ön Zakynthos.
Terrängen runt Vanáton är platt åt nordost, men åt sydväst är den kuperad. Havet är nära Vanáton åt nordost.Runt Vanáton är det tätbefolkat, med 331 invånare per kvadratkilometer. Närmaste större samhälle är Zákynthos, 4,1 km öster om Vanáton. 